# Liste der Biografien/Lec
Liste der Biografien |
Portal Biografien |
Personensuche
# |
A |
B |
C |
D |
E |
F |
G |
H |
I |
J |
K |
L |
M |
N |
O |
P |
Q |
R |
S |
T |
U |
V |
W |
X |
Y |
Z |
?
 
La |
Lb |
Lc |
Le |
Lg |
Lh |
Li |
Lj |
Ll |
Lm |
Lo |
Lp |
Lt |
Lu |
Lv |
Lw |
Lx |
Ly |
Lz
 
Lea |
Leb |
Lec |
Led |
Lee |
Lef |
Leg |
Leh |
Lei |
Lej |
Lek |
Lel |
Lem |
Len |
Leo |
Lep |
Leq |
Ler |
Les |
Let |
Leu |
Lev |
Lew |
Lex |
Ley |
Lez
Die Liste der Biografien führt alle Personen auf, die in der deutschsprachigen Wikipedia einen Artikel haben. Dieses ist eine Teilliste mit 413 Einträgen von Personen, deren Namen mit den Buchstaben „Lec“ beginnt.

## Lec
- Lec, Stanisław Jerzy (1909–1966), polnischer Lyriker und AphoristikerStanisław Jerzy Lec (1909–1966)

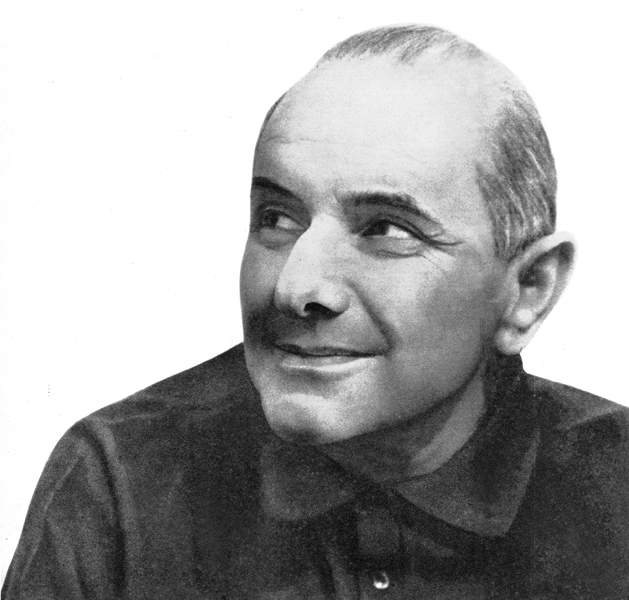
Stanisław Jerzy Lec (1909–1966)

### Leca
- Leca, Grégory (* 1980), französischer Fußballspieler
- Leca, Jean (* 1935), französischer Rechts- und Politikwissenschaftler
- Leca, Jean-Louis (* 1985), französischer Fußballtorhüter
- Leca, Raffaello di (1432–1456), italienischer Faschist, Politiker und Soldat
- Leça, Vânia (* 1982), portugiesische Badmintonspielerin
- Lecacheux, Joseph (1880–1952), französischer Politiker
- Lecante, Jean-Claude (* 1934), französischer Radrennfahrer
- Lecanuet, Jean (1920–1993), französischer Politiker (MRP, CDS, UDF), Mitglied der Nationalversammlung, MdEP
- Lecarlier, Marie Jean François Philibert (1752–1799), französischer Politiker
- Lecaron, Paul (1863–1940), französischer Tennisspieler
- Lecaros Izquierdo, Juana (1920–1993), chilenische Malerin und Grafikerin
- Lecat, Claire (* 1965), französische Judoka
- Lecat, Jacques (1910–1989), französischer Autorennfahrer
- Lecat, Jean-Philippe (1935–2011), französischer Politiker (UDR, RPR), Mitglied der Nationalversammlung
- Lecat, Maurice (1884–1951), belgischer Mathematiker
- Lecaudey, Jean-Pierre (* 1962), französischer Organist
- Lecaudey, Lou (* 1990), französischer Jazz- und Improvisationsmusiker (Posaune)
- Lecavalier, Louise (* 1958), kanadische Tänzerin
- Lecavalier, Vincent (* 1980), kanadischer EishockeyspielerVincent Lecavalier (* 1980)

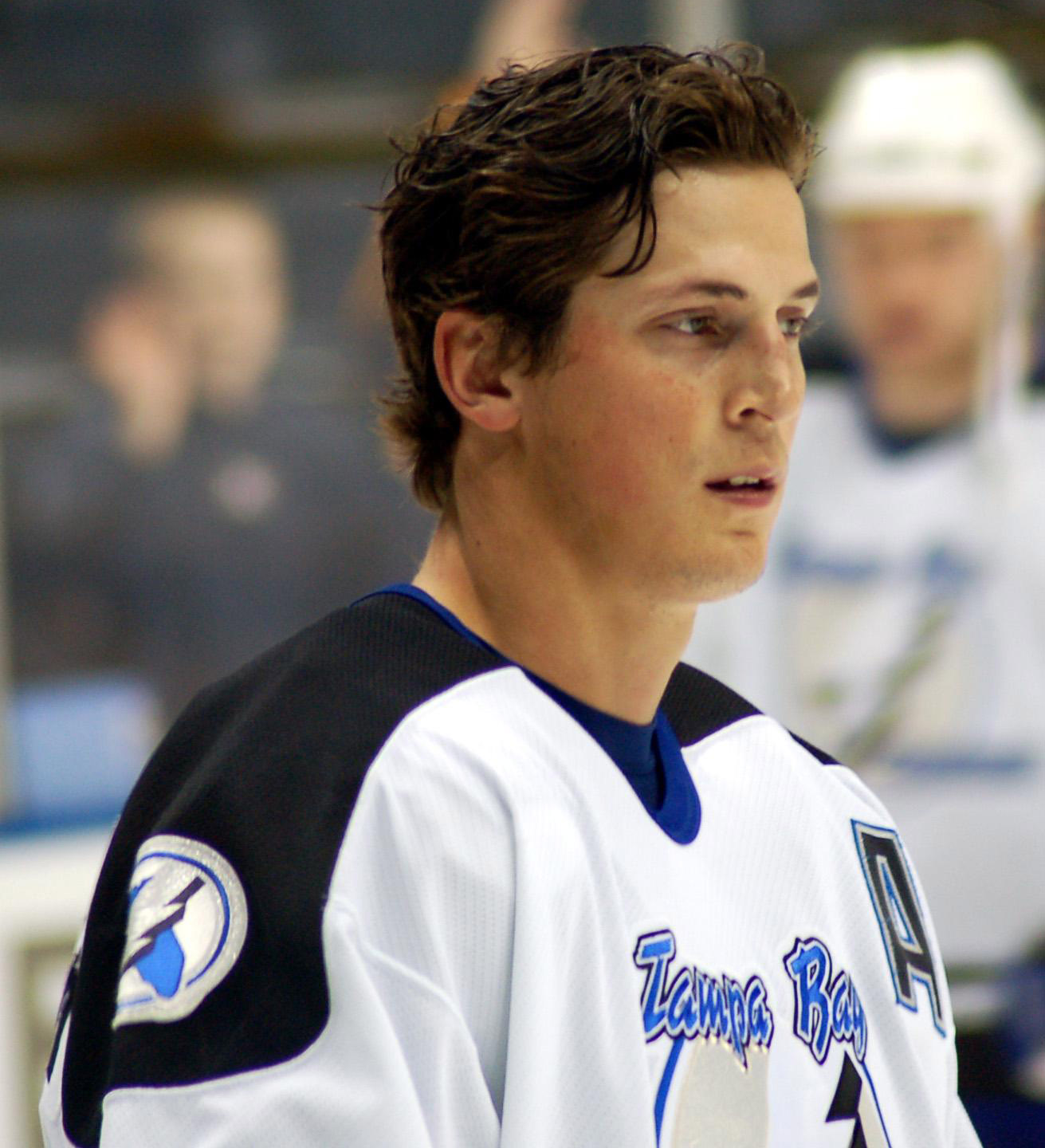
Vincent Lecavalier (* 1980)

- Lecaye, Alexis (* 1951), französischer Schriftsteller und Drehbuchautor
- Lecaye, Olga (1916–2004), französische Schriftstellerin und Illustratorin

### Lecc
- Lecca, Constantin (1807–1887), rumänischer Maler
- Lecca, Rufino (1920–2002), peruanischer Fußballspieler
- Leccardi, Carmen (* 1950), italienische Soziologin
- Leccardi, Valerio (* 1984), Schweizer Skilangläufer
- Lecce, Francesco, italienischer Komponist
- Leccese, Franco (1925–1992), italienischer Sprinter
- Lecchi, Giovanni Antonio (1702–1776), Mathematiker, Physiker und Jesuit
- Lecchi, Stefano, italienischer Fotograf und Maler
- Leccia, Ange (* 1952), französischer Installationskünstler, Filmregisseur, Drehbuchautor, Fotograf und Maler
- Leccia, Bastien (1919–2004), französischer Politiker, Mitglied der Nationalversammlung
- Leccisi, Domenico (1920–2008), italienischer Politiker (Movimento Sociale Italiano), Mitglied der Camera dei deputati
- Leccisotti, Tommaso (1895–1982), italienischer Benediktiner, Archivar und Historiker

### Lece
- Leček, Mladen (* 1953), jugoslawischer Radrennfahrer
- Lecerf, Junior (* 2002), belgischer Radrennfahrer
- Lecerf, Justus Amadeus (1789–1868), deutscher Komponist, Musiklehrer und städtischer Musikdirektor in Aachen

### Lech
- Lech, Georges (* 1945), französischer Fußballspieler
- Lech, Jarosław (* 1984), polnischer Volleyball- und Beachvolleyballspieler
- Lech, John († 1313), englischer Geistlicher, Erzbischof von Dublin
- Lech, Michael, US-amerikanischer Pokerspieler
- Lech, Nicolas (* 2001), luxemburgischer Schauspieler
- Lechalupé, Catherine (* 1950), französische Badmintonspielerin
- Lechanteux, Julie (* 1977), französische Politikerin (RN), MdEP
- Lechantre, Jean (1922–2015), belgisch-französischer Fußballspieler
- Lechatellier, Claude (* 1946), französischer Radrennfahrer
- Leche Löfgren, Mia (1878–1966), schwedische Schriftstellerin
- Leche, Gunnar (1891–1954), schwedischer Architekt und Stadtplaner
- Leche, Richard W. (1898–1965), US-amerikanischer Politiker und Gouverneur von Louisiana (1936–1939)
- Lechel, Johann (1635–1686), deutscher Arzt
- Lechela, Mamokete (* 1982), lesothische Leichtathletin
- Lecheler, Helmut (1941–2016), deutscher Rechtswissenschaftler
- Léchelle, Jean (1760–1793), französischer General
- Lechelt, Christian (* 1977), deutscher Kunsthistoriker und Leiter des Museums Schloss Fürstenberg
- Lechelt, Peter (* 1955), deutscher Bildhauer und Aktionskünstler
- Lechemia, Elixane (* 1991), französische Tennisspielerin
- Lechenauer, Peter (* 1958), österreichischer Politiker (FPÖ), Abgeordneter zum Salzburger Landtag
- Lechenperg, Harald (1904–1994), deutsch-österreichischer Fotograf, Journalist und DokumentarfilmerHarald Lechenperg (1904–1994)

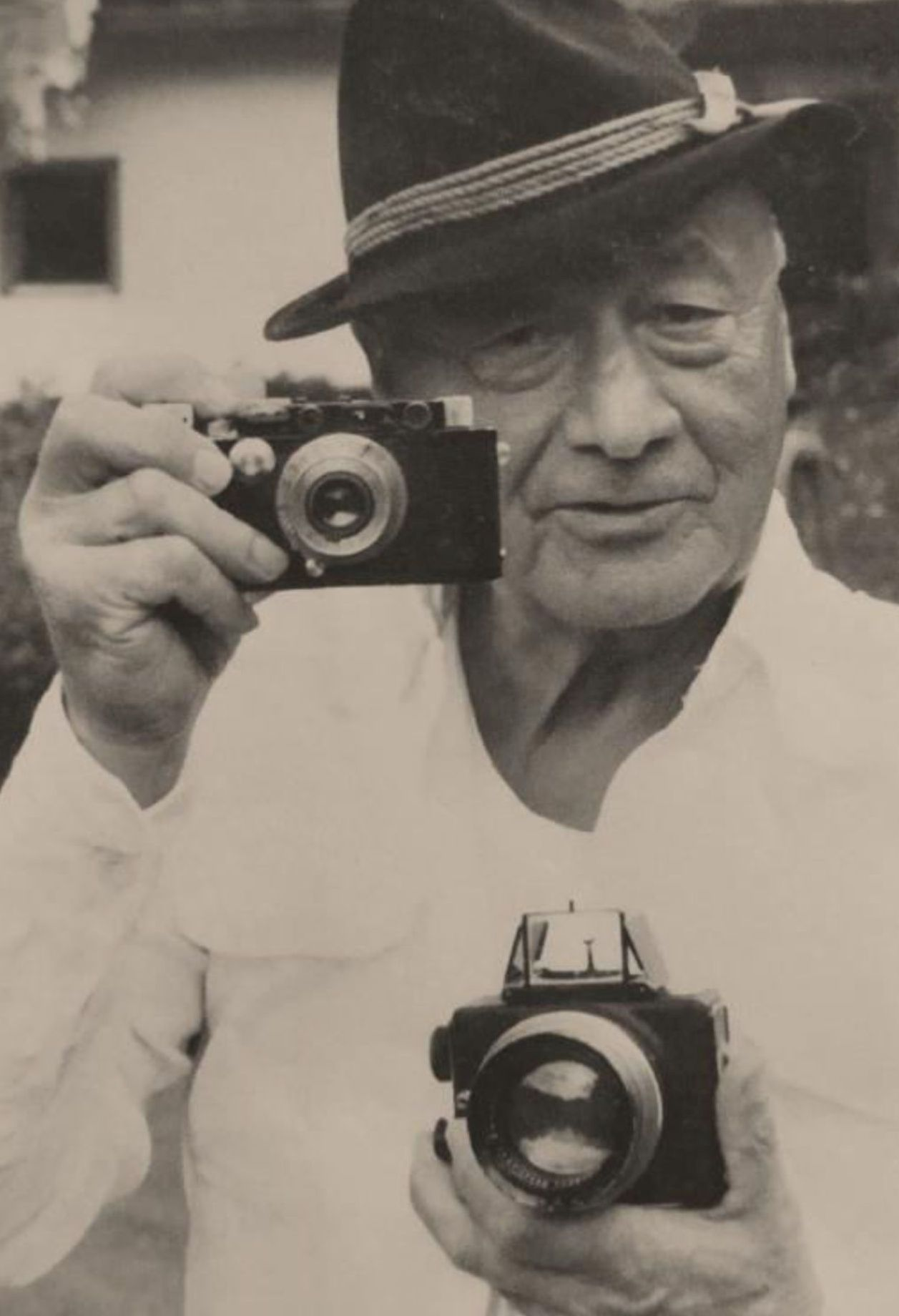
Harald Lechenperg (1904–1994)

- Lecher, Doris (* 1962), Schweizer Autorin und Illustratorin
- Lecher, Ernst (1856–1926), österreichischer Physiker
- Lecher, Eugen (1895–1980), österreichischer Politiker, Landtagsabgeordneter zum Vorarlberger Landtag
- Lecher, Helene (1865–1929), österreichische Philanthropin
- Lecher, Jürgen (* 1953), deutscher Fotograf und Fotokünstler
- Lecher, Oskar (1893–1947), deutscher Chemiker
- Lecher, Otto (1860–1939), österreichischer Politiker (DnP), Abgeordneter zum Nationalrat
- Léchères, Charles (1895–1960), französischer Offizier (General)
- Lechermann, Johannes (1879–1948), deutscher Salesianer Don Boscos und Moraltheologe
- Lechermann, Peter (* 1950), deutscher Fußballspieler
- Lechevalier, Brice (* 1966), französisch-schweizerischer Journalist und Unternehmer
- Lechevallier, Jean-Yves (* 1946), französischer Bildhauer und Maler
- Lechi, Giuseppe (1766–1836), italienischer General in napoleonischen Diensten
- Lechi, Teodoro (1778–1866), italienischer General
- Lechín Oquendo, Juan (1912–2001), bolivianischer Gewerkschaftsfunktionär und Vizestaatspräsident Boliviens
- Lechl, Jürgen (* 1960), deutscher Eishockeyspieler
- Lechle, Trude (1919–2014), österreichische Schauspielerin und Produzentin
- Lechleidner, Rodney (1949–2008), deutscher Handballspieler
- Lechleiter, Georg (1885–1942), badischer Landtagsabgeordneter und Widerstandskämpfer
- Lechleiter, Robert (* 1980), deutscher FußballspielerRobert Lechleiter (* 1980)

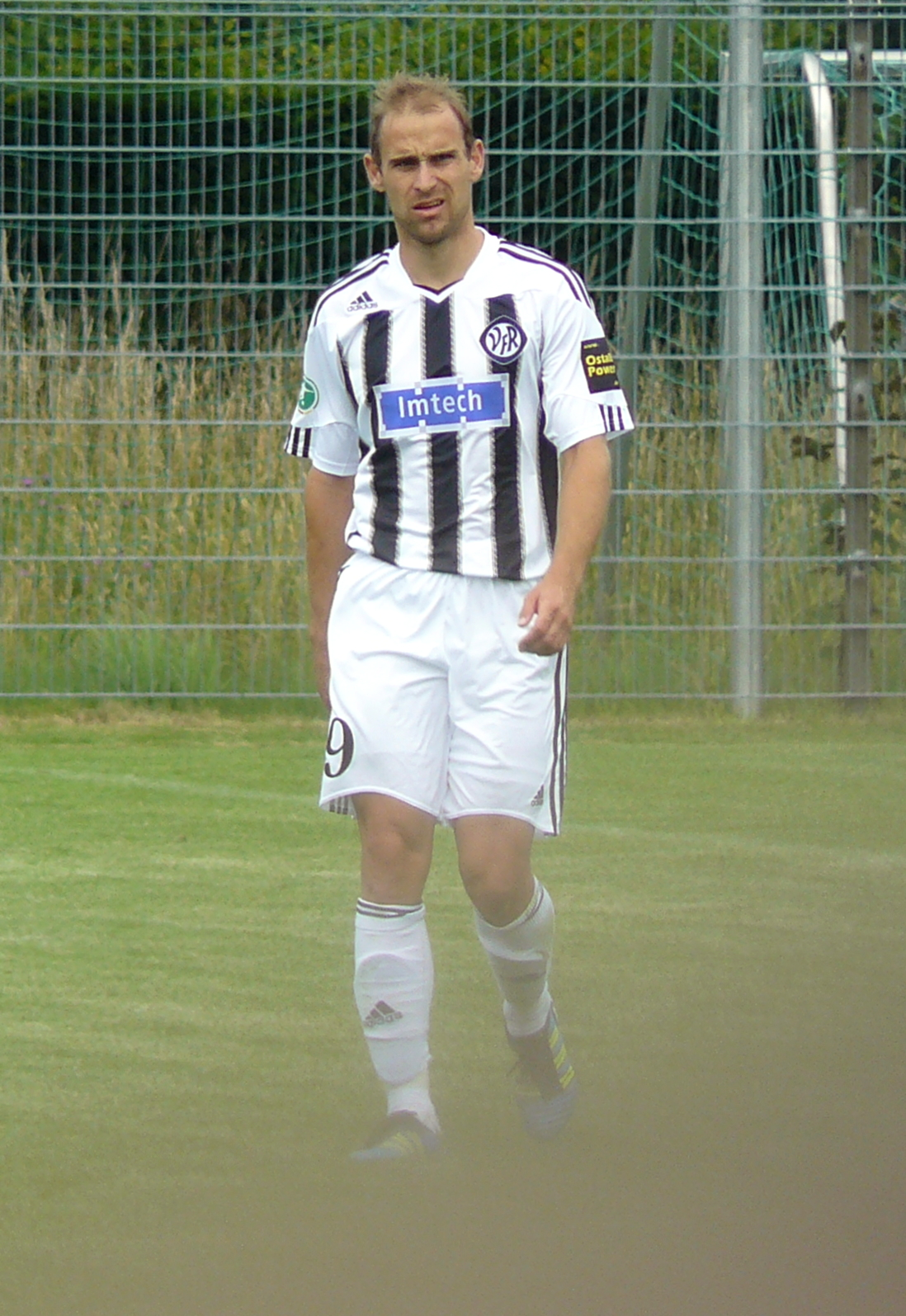
Robert Lechleiter (* 1980)

- Lechleitner, Elisa (* 1999), deutsche Leichtathletin
- Lechleitner, Hannes (* 1978), österreichischer Sänger
- Lechleitner, Ingenuin (1676–1731), österreichischer Barockbildhauer
- Lechleitner, Johann Baptist (1764–1840), Tiroler römisch-katholischer Geistlicher, Philosoph und Theologe
- Lechleitner, Michael († 1669), österreichischer Barockbildhauer
- Lechleitner, Simon (* 1979), österreichischer (Berg-)Läufer
- Lechleitner, Wilhelm (1779–1827), österreichischer Komponist, Chorregent und Pädagoge
- Lechler, Arnold (* 1991), deutsch-russischer Fußballspieler
- Lechler, Benedikt (1594–1659), deutscher Komponist, Musikdirektor, Musikpädagoge, Lautenist und Geistlicher
- Lechler, Christian Friedrich (1820–1877), deutscher Apotheker und Unternehmer
- Lechler, Cornelie (* 1857), deutsche Schriftstellerin
- Lechler, Erich (1890–1963), deutscher Politiker (BCSV, CDU)
- Lechler, Fritz (1912–1989), deutscher SS-Führer
- Lechler, Gotthard Victor (1811–1888), deutscher evangelischer Theologe, Superintendent von Leipzig, MdL
- Lechler, Josef († 1948), deutscher Fußballspieler
- Lechler, Karl von (1820–1903), Prälat und Generalsuperintendent von Ulm
- Lechler, Lorenz, deutscher Baumeister und Verfasser eines Werkmeisterbuchs
- Lechler, Pascal (* 1968), deutscher Hörfunkjournalist
- Lechler, Paul (1849–1925), deutscher Unternehmer und Gründer des Deutschen Instituts für Ärztliche Mission (DIfÄM)
- Lechler, Paul junior (1884–1969), deutscher Fabrikant und Kirchenmann
- Lechler, Rolf (* 1930), deutscher Fußballspieler
- Lechler, Shane (* 1976), US-amerikanischer American-Football-Spieler
- Lechler, Walther H. (1923–2013), deutscher Neuropsychiater, Psychotherapeut und Autor
- Lechleuthner, Alexander, deutscher Notfallmediziner, Chirurg und Hochschullehrer
- Lechmann, Heinz (1920–2007), deutscher Jurist und Politiker (CSU)
- Lechmann, Nicole (* 1984), Schweizer Schauspielerin
- Lechmann, Quirina, schweizerisch-belgische Opernsängerin und Künstlerin
- Lechner, Alf (1925–2017), deutscher BildhauerAlf Lechner (1925–2017)

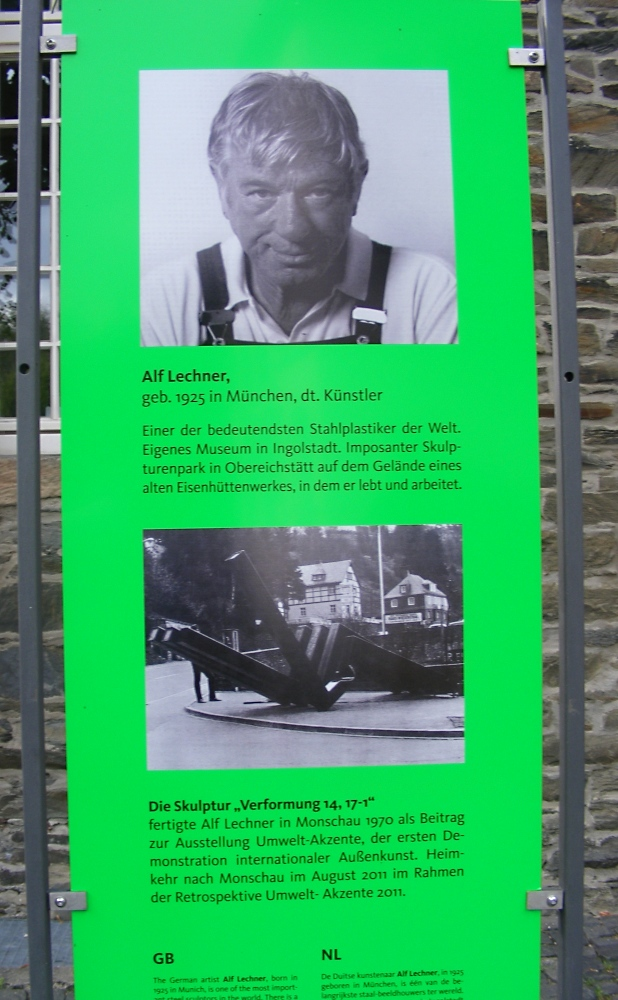
Alf Lechner (1925–2017)

- Lechner, Alois (1849–1919), österreichischer Politiker (CS) sowie Gast- und Landwirt
- Lechner, Andreas (* 1959), deutscher Autor, Regisseur, Produzent, Komponist und Schauspieler
- Lechner, Andreas (* 1974), österreichischer Architekt, Autor und Hochschulprofessor
- Lechner, Anja (* 1961), deutsche Cellistin
- Lechner, Anna (1893–1960), österreichische Musikpädagogin
- Lechner, Anton Paul (1792–1860), österreichischer Kaufmann, Eisenhändler, Mitglied des Wiener Gemeinderates (1848) und Vorstand der Brunner-Brau-Aktien-Gesellschaft
- Lechner, August (1903–1985), deutscher Politiker (KPD), MdL
- Lechner, Auguste (1905–2000), österreichische Schriftstellerin und Jugendbuchautorin
- Lechner, Barbara (1942–2003), deutsche Grafikerin und Illustratorin
- Lechner, Barbara A. J., deutsche Chemikerin und Hochschullehrerin
- Lechner, Bernard (1932–2014), US-amerikanischer Elektroingenieur
- Lechner, Christel (* 1947), deutsche BildhauerinChristel Lechner (* 1947)

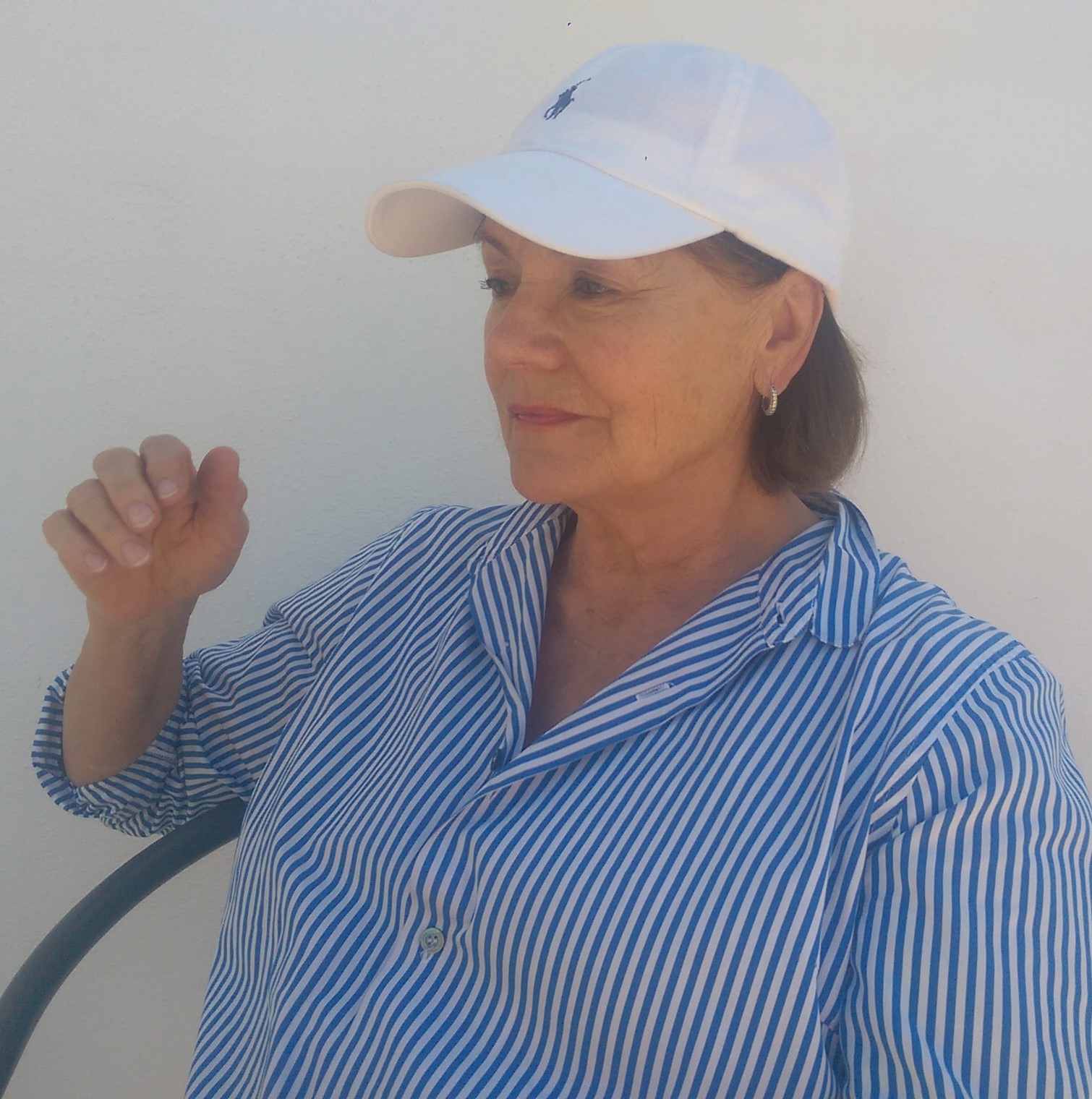
Christel Lechner (* 1947)

- Lechner, Christine (* 1960), österreichische Architektin
- Lechner, Christoph (* 1966), österreichischer Musiker
- Lechner, Christoph (* 2000), deutscher Snowboarder
- Lechner, Corinna (* 1994), deutsche Radrennfahrerin
- Lechner, Dominik (* 2005), österreichischer Fußballspieler
- Lechner, Elmar (* 1944), österreichischer Pädagoge und Professor für Historische Pädagogik
- Lechner, Erich (1937–2015), österreichischer Montanwissenschaftler und Hochschullehrer
- Lechner, Erika (* 1947), italienische Rodlerin
- Lechner, Erna (1940–2022), bayerische Landwirtin
- Lechner, Ernst (1825–1912), Pfarrer, Herausgeber
- Lechner, Ernst (1925–2013), deutscher Politiker (CSU), MdL
- Lechner, Eugen (1903–1971), deutscher Politiker (SPD), MdL
- Lechner, Eva (* 1985), italienische Radrennfahrerin
- Lechner, Ewald (1926–2011), deutscher Politiker (CSU), MdL
- Lechner, Federico (* 1974), argentinischer Jazz- und Tangomusiker (Piano, Komposition)
- Lechner, Ferdinand (1855–1911), deutscher Landschafts- und Architekturmaler
- Lechner, Florian (* 1938), deutscher Künstler und Designer
- Lechner, Florian (* 1981), deutscher FußballspielerFlorian Lechner (* 1981)

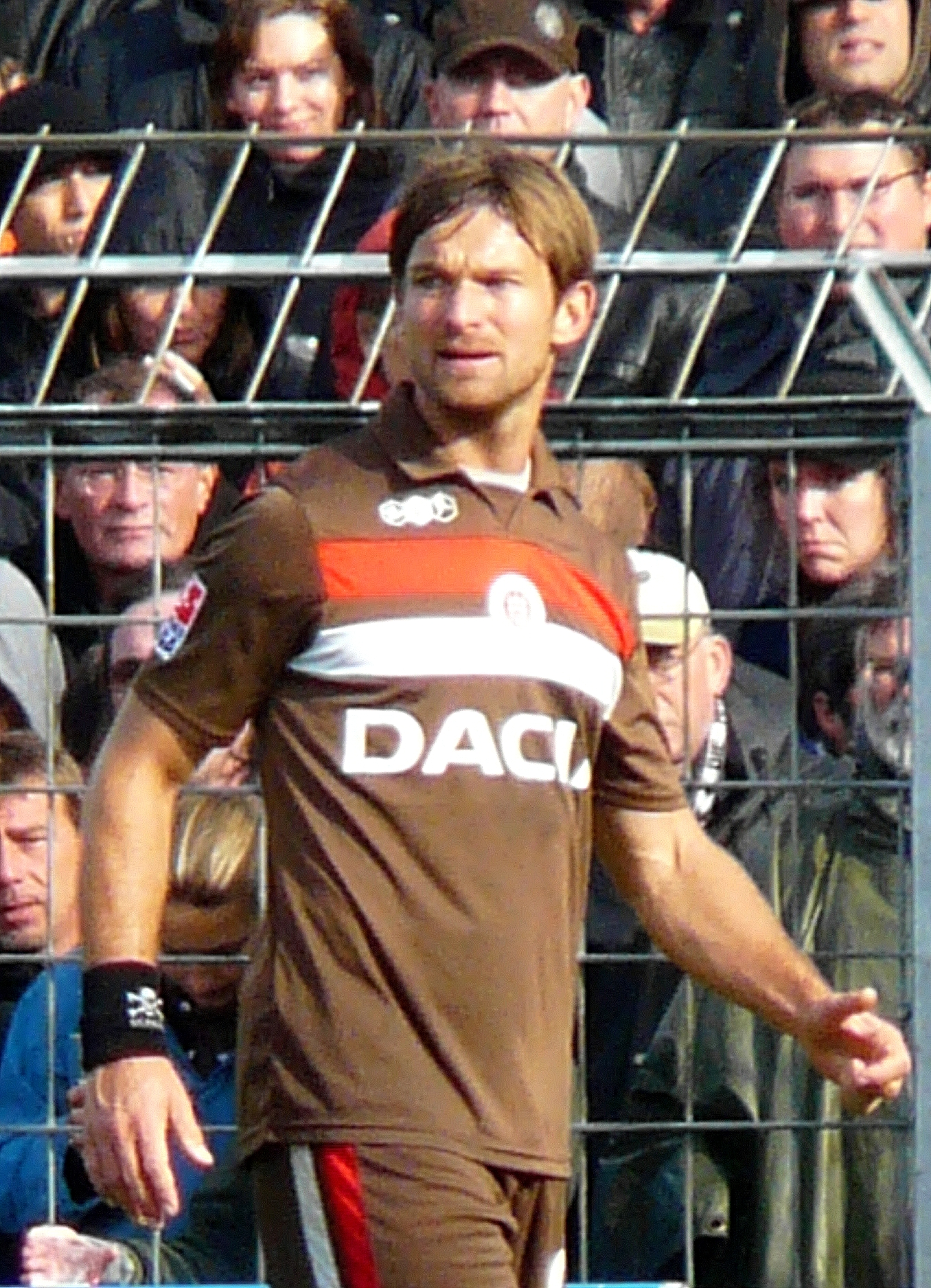
Florian Lechner (* 1981)

- Lechner, Florian (* 1991), deutscher Fußballschiedsrichter
- Lechner, Florian (* 2005), deutsch-österreichischer Snowboarder
- Lechner, Frank (* 1964), deutscher Basketballspieler
- Lechner, Franka (* 1944), österreichische Künstlerin und Lyrikerin
- Lechner, Franz (1883–1958), österreichischer Politiker (CS, ÖVP), Landtagsabgeordneter
- Lechner, Franz (1900–1975), österreichischer Politiker (ÖVP), Landtagsabgeordneter, Abgeordneter zum Nationalrat, Mitglied des Bundesrates
- Lechner, Franziska (1833–1894), deutsche Ordensgründerin
- Lechner, Fritz (1921–2013), deutscher Chirurg
- Lechner, Gabriele (1961–2022), österreichische Opernsängerin
- Lechner, Geno (* 1965), deutsche Schauspielerin
- Lechner, Georg (1918–2004), deutscher Fußballspieler und -trainer
- Lechner, Georg (* 1941), deutscher Fußballspieler
- Lechner, Gregor († 1558), Benediktiner und 48. Abt des Stiftes Kremsmünster
- Lechner, Gregor Martin (1940–2017), deutscher Kunsthistoriker, Benediktinerpater
- Lechner, Hans (1883–1965), deutscher Politiker (BP), MdL Bayern
- Lechner, Hans (1898–1968), deutscher Politiker und Bürgermeister von Freising (1942–1945)
- Lechner, Hans (1913–1994), österreichischer Politiker
- Lechner, Hans Hermann (1931–2020), deutscher Volkswirt und Hochschullehrer
- Lechner, Harald (* 1982), österreichischer Fußballschiedsrichter
- Lechner, Heinz (1928–2020), österreichischer Anwalt und Fechtsportler
- Lechner, Hermann (1879–1924), deutscher Maler und Radierer
- Lechner, Hermann (1924–2012), österreichischer Politiker (SPÖ), Landtagsabgeordneter
- Lechner, Hermi (1930–2021), österreichische Wienerlied-Interpretin und Textautorin
- Lechner, Horst (1959–2014), österreichischer Architekt
- Lechner, Johann (* 1957), österreichischer Songwriter (Tondichter) und Saxophonist
- Lechner, Jörg-Johannes (* 1966), deutscher Erziehungswissenschaftler
- Lechner, Josef (1884–1965), deutscher Politiker (BP), MdL Bayern
- Lechner, Joseph (1893–1954), deutscher römisch-katholischer Kirchenrechtler und Liturgiker
- Lechner, Karl, österreichischer Fußballspieler
- Lechner, Karl (1855–1926), österreichischer Historiker, Heimatforscher und Schulrat
- Lechner, Karl (1897–1975), österreichischer Archivdirektor und Landeshistoriker
- Lechner, Kerim (* 1989), österreichischer Schlagzeuger, Songwriter und YouTuberKerim Lechner (* 1989)

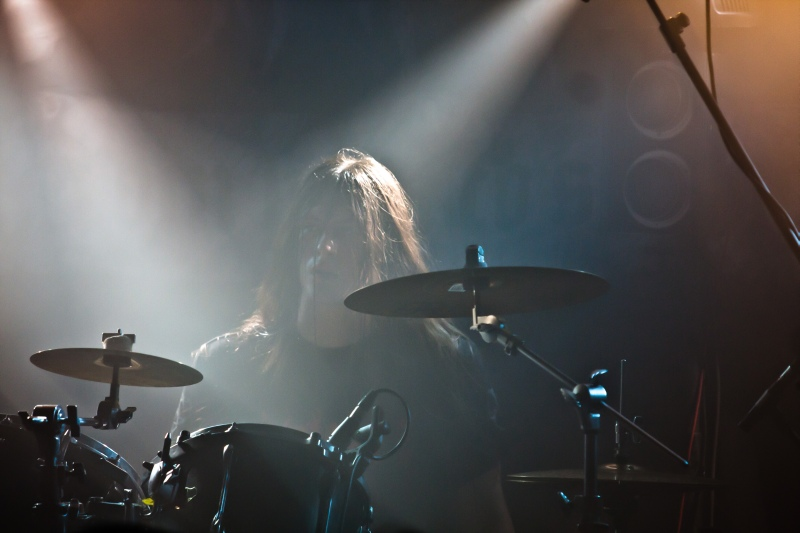
Kerim Lechner (* 1989)

- Lechner, Konrad (1901–1994), österreichischer Ordensgeistlicher, Propst des Klosters Neustift
- Lechner, Konrad (1911–1989), deutscher Komponist, Dirigent, Blockflötist, Gambist und Hochschullehrer
- Lechner, Korbinian (1902–1977), deutscher Schriftsteller, Journalist und Kreisheimatpfleger
- Lechner, Kurt (* 1942), deutscher Politiker (CDU), MdL, MdEP
- Lechner, Laura (* 1973), deutsche Künstlerin
- Lechner, Leonhard († 1606), deutscher Komponist und Kapellmeister der späten Renaissance
- Lechner, Lukas (* 1988), deutscher Fußballspieler
- Lechner, Manfred (* 1938), deutscher Fußballspieler
- Lechner, Martin (* 1951), deutscher Pastoraltheologe und Hochschullehrer
- Lechner, Martin (* 1974), deutscher Schriftsteller
- Lechner, Martina (* 1978), österreichische Skirennläuferin
- Lechner, Martina (* 1987), österreichische Musicaldarstellerin und Podcastproducerin
- Lechner, Matthias (* 1951), deutscher Politiker (CDU), Oberbürgermeister von Görlitz (1990–1998)
- Lechner, Matthias (* 1970), deutscher Artdirector und Animationsfilmer
- Lechner, Maximilian (* 1990), österreichischer Poolbillardspieler
- Lechner, Norbert (* 1961), deutscher Regisseur, Drehbuchautor und Filmproduzent
- Lechner, Odilo (1931–2017), deutscher Ordenspriester, Benediktiner und Abt der Abtei St. Bonifaz sowie des Klosters Andechs (1964–2003)
- Lechner, Ödön (1845–1914), ungarischer Architekt
- Lechner, Otto (* 1964), österreichischer AkkordeonspielerOtto Lechner (* 1964)

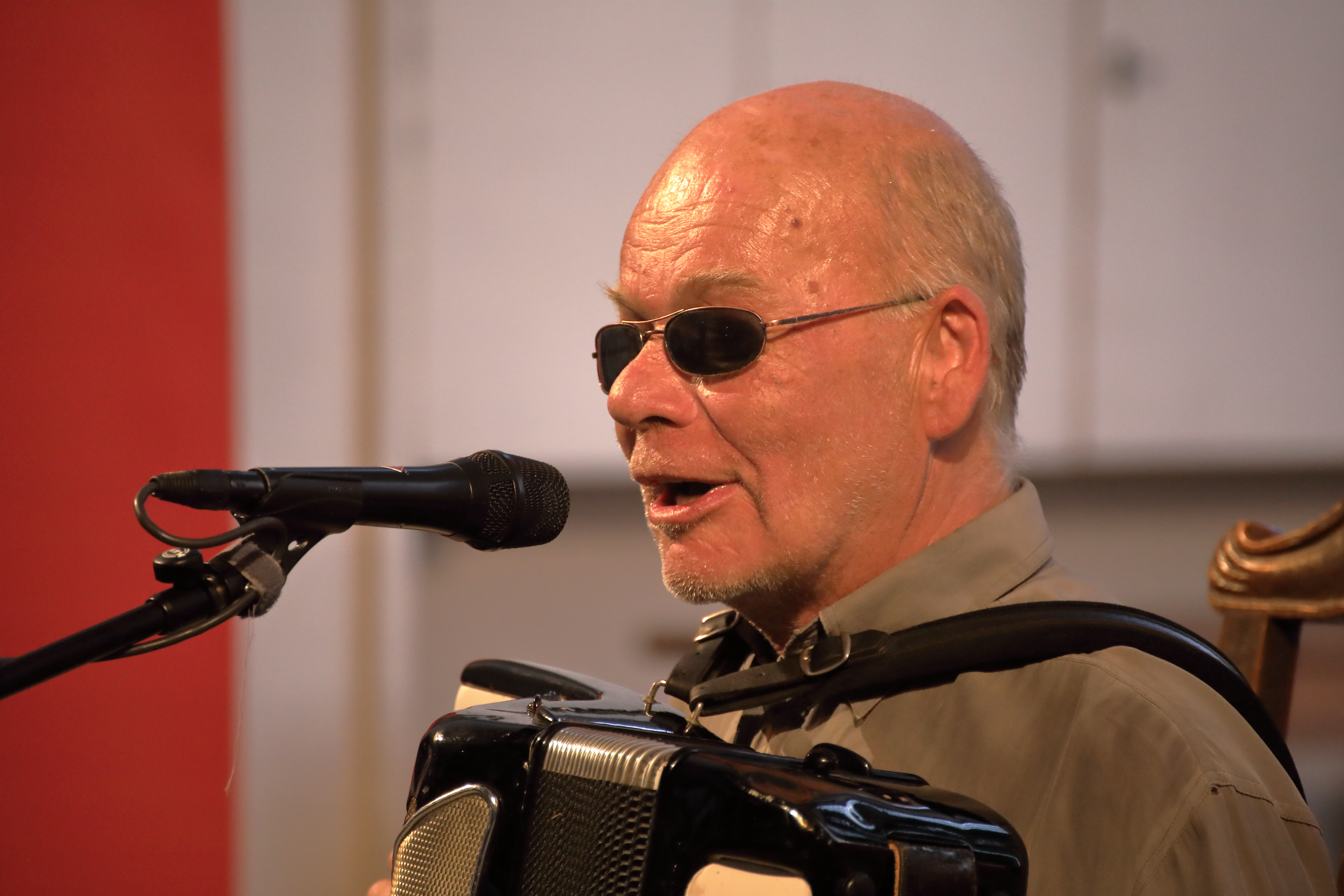
Otto Lechner (* 1964)

- Lechner, Patrick (* 1988), deutscher Radrennfahrer
- Lechner, Peter (* 1966), österreichischer Naturbahnrodler
- Lechner, Petr (* 1984), tschechischer Bahn- und Straßenradrennfahrer
- Lechner, Robert (* 1967), deutscher Bahnradfahrer
- Lechner, Robert (* 1977), österreichischer Rennfahrer
- Lechner, Rolf (* 1942), deutscher Unternehmer im Immobilienbereich
- Lechner, Sebastian (* 1980), deutscher Politiker (CDU), MdL
- Lechner, Silvester (* 1944), deutscher Historiker und Autor
- Lechner, Sven (* 1985), deutscher Handballspieler
- Lechner, Theo (1883–1975), deutscher Architekt
- Lechner, Theodor (1852–1932), deutscher Bauingenieur und Eisenbahnunternehmer
- Lechner, Thomas (* 1985), österreichischer Handballspieler
- Lechner, Thomas (* 1985), österreichischer Fußballspieler
- Lechner, Valentin (1777–1849), österreichischer Komponist, Organist und Verwaltungsbeamter
- Lechner, Walter junior (* 1981), österreichischer Autorennfahrer
- Lechner, Walter senior (1949–2020), österreichischer Automobilrennfahrer
- Lechner, Wolfgang (* 1953), österreichischer Journalist
- Lechner-Sonnek, Ingrid (* 1953), österreichische Politikerin (Grüne)
- Lechnir, Josef (1897–1982), deutscher Wasserspringer und Urologe
- Lecho († 805), slawischer Fürst in Böhmen
- Lechoń, Jan (1899–1956), polnischer Schriftsteller
- Léchot, Steve (* 1968), Schweizer Produktdesigner, Maler und Bildhauer
- Lechowicz, Wiesław (* 1962), polnischer Geistlicher, römisch-katholischer Militärbischof von Polen
- Lechtape, Andreas (* 1956), deutscher Fotograf
- Lechtape, Edith (1921–2001), deutsche Schauspielerin und Fotokünstlerin
- Lechte, Ulrich (* 1977), deutscher Politiker (FDP)Ulrich Lechte (* 1977)

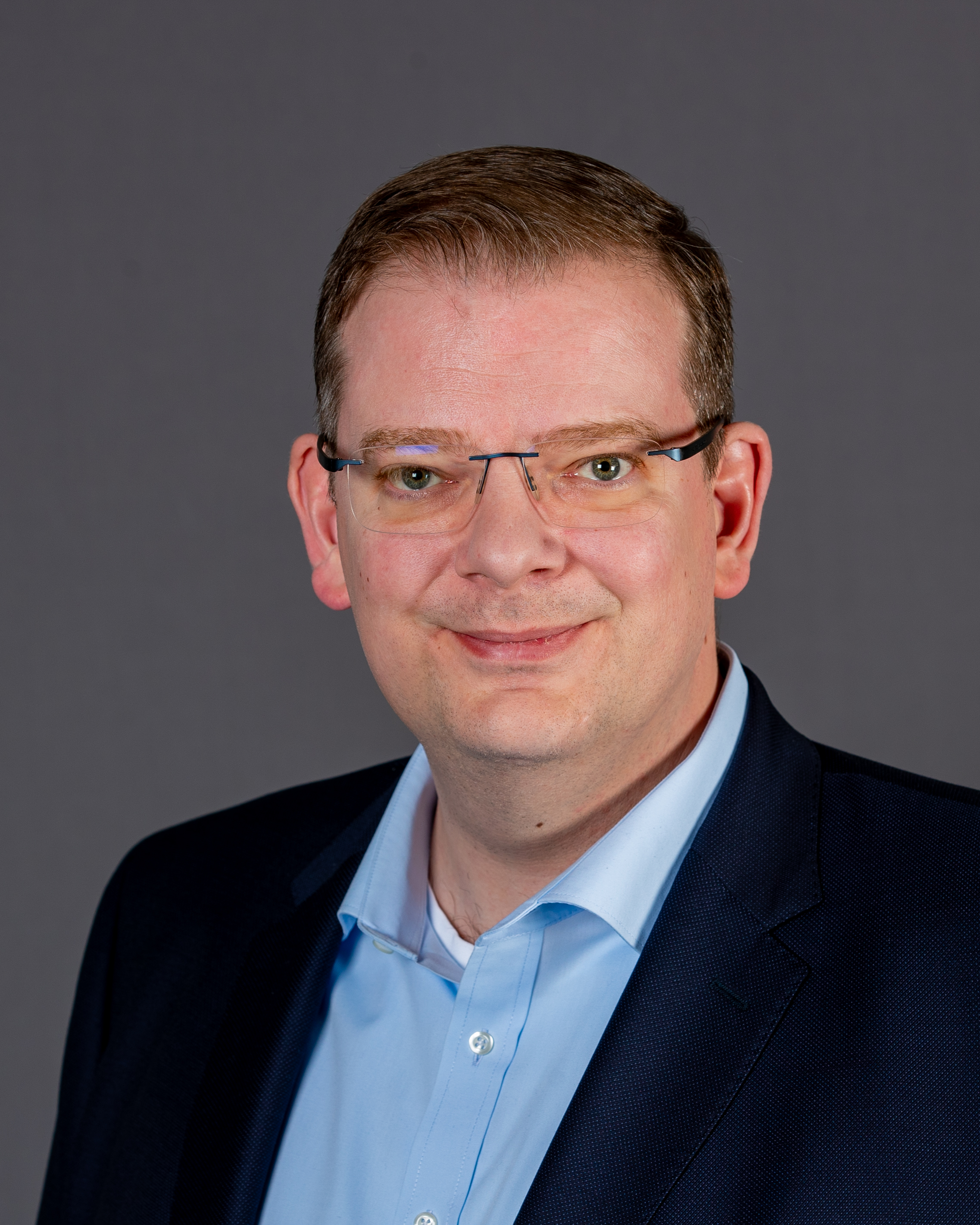
Ulrich Lechte (* 1977)

- Lechte, Werner (1944–2018), deutscher Kirchenmusiker und Hochschullehrer
- Lechtenberg, Adolphe (* 1952), deutscher Maler und Zeichner
- Lechtenberg, Heinrich (1895–1964), deutscher Politiker (CDU der DDR), MdV
- Lechtenbrink, Sophie (* 1992), deutsche Schauspielerin und Synchronsprecherin
- Lechtenbrink, Volker (1944–2021), deutscher Schauspieler und SchlagersängerVolker Lechtenbrink (1944–2021)

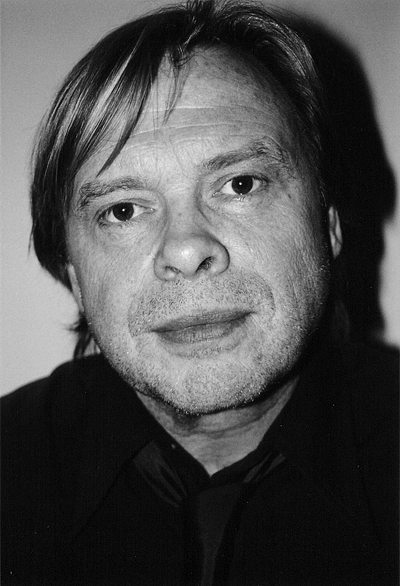
Volker Lechtenbrink (1944–2021)

- Lechtenfeld, Bernd (* 1959), deutscher Jazzmusiker
- Lechter, Melchior (1865–1937), deutscher Maler
- Lechtermann, Birgit (* 1960), deutsche Fernsehmoderatorin
- Lechtermann, Christina (* 1971), deutsche Germanistin
- Lechthaler, Franz (1890–1967), deutscher Polizeioffizier und Täter des Holocaust
- Lechthaler, Josef (1891–1948), österreichischer Musikpädagoge, Kirchenmusiker, Komponist und Musikpublizist
- Lechthaler, Katja (* 1971), deutsch-italienische Schauspielerin und Schauspiellehrerin
- Lechthaler, Luca (* 1986), italienischer Basketballspieler
- Lechtman, Heather (* 1935), US-amerikanische Archäologin und Materialwissenschaftlerin
- Lechtýnský, Jiří (* 1947), tschechischer Schachgroßmeister
- Lechuga, Kenia (* 1994), mexikanische Ruderin
- Lechuga, Pablo (* 1990), spanischer Radrennfahrer
- Lechuga, Ruth Deutsch (1920–2004), mexikanische Ärztin, Anthropologin und Fotografin

### Leci
- Leci, Besarta (* 1993), kosovarische Fußballspielerin
- Leçi, Liridon (* 1985), albanischer Fußballspieler
- Leciejewski, Edgar (* 1977), deutscher Künstler
- Leciejewski, Hans (1944–2017), deutscher Sportfunktionär, Basketball- und Handballspieler, Basketballtrainer
- Leciejewski, Klaus D. (* 1948), deutscher Publizist

### Lecj
- Lecjaks, Jan (* 1990), tschechischer Fußballspieler

### Leck
- Leck, Bart van der (1876–1958), niederländischer Maler der Moderne
- Lecke, Bodo (1939–2018), deutscher Germanist und Erziehungswissenschaftler
- Lecke, Horst (1927–2006), deutscher Kommunalpolitiker, Ehrenbürger der Stadt Laatzen und der Stadt Gubin
- Lecke, Johann Caspar (1694–1785), deutscher Jurist und Unternehmer, Oberbürgermeister von Iserlohn (seit 1737)
- Lecke, Mirja (* 1972), deutsche Slawistin
- Leckebusch, Klaus (1930–2013), deutscher Rechtsanwalt
- Leckebusch, Michael (1937–2000), deutscher Regisseur und Produzent
- Leckebusch, Walter (1902–1981), deutscher Filmregisseur, Filmeditor und Filmproduzent
- Leckel, Matthias (* 1953), deutscher Jurist, Präsident des Bundesamtes für Infrastruktur, Umweltschutz und Dienstleistungen der Bundeswehr
- Leckelt, Bodo (* 1970), deutscher Handballspieler und -trainer
- Lecker, August (1811–1854), deutscher Gastwirt und Politiker, MdL
- Leckey, Mark (* 1964), britischer Videokünstler
- Leckey, Robert (* 1979), nordirischer Eishockeyspieler
- Lecki, Alfred (1938–2000), deutscher Verbrecher
- Leckie, Ann (* 1966), amerikanische Science-Fiction und Fantasy-Schriftstellerin
- Leckie, Carolyn (* 1965), schottische Politikerin
- Leckie, John (* 1949), englischer Musikproduzent
- Leckie, Mathew (* 1991), australischer Fußballspieler
- Leckie, Robert (1846–1886), schottischer Fußballspieler
- Leckie, Robert (1920–2001), US-amerikanischer Soldat, Journalist und Autor vorwiegend militärhistorischer WerkeRobert Leckie (1920–2001)

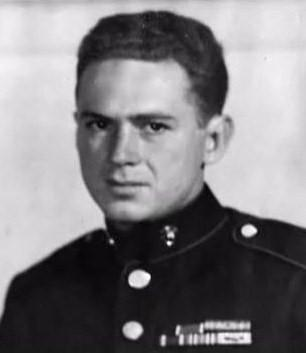
Robert Leckie (1920–2001)

- Leckow, Joachim Friedrich von (1703–1774), preußischer Generalmajor und Kommandeur des Infanterieregiments Nr. 2
- Leckow, Johann George Friedrich von (1746–1823), preußischer Landrat
- Leckron, Helmut (1932–2023), deutscher Gärtnermeister und Blumenhändler
- Lecküchner, Johannes († 1482), Geistlicher und vermutlich auch Fechtlehrer
- Leckwijck, William van (1902–1975), belgischer Geologe
- Lecky, Elisabeth van Dedem (1842–1912), niederländisch-irisch-britische Autorin, Historikerin und Suffragette
- Lecky, John (1940–2003), kanadischer Ruderer
- Lecky, Michael (* 1952), jamaikanischer Radrennfahrer
- Lecky, Sommer (* 2000), irische Hochspringerin
- Lecky, William Edward Hartpole (1838–1903), irischer Historiker

### Lecl
- Leclair, Anton von (1848–1919), österreichischer Philosoph, Bibliothekar und Gymnasialprofessor in Wien
- LeClair, Ben (* 1977), US-amerikanischer Filmproduzent
- Leclair, Jean-Marie (1697–1764), französischer Komponist und ViolinistJean-Marie Leclair (1697–1764)

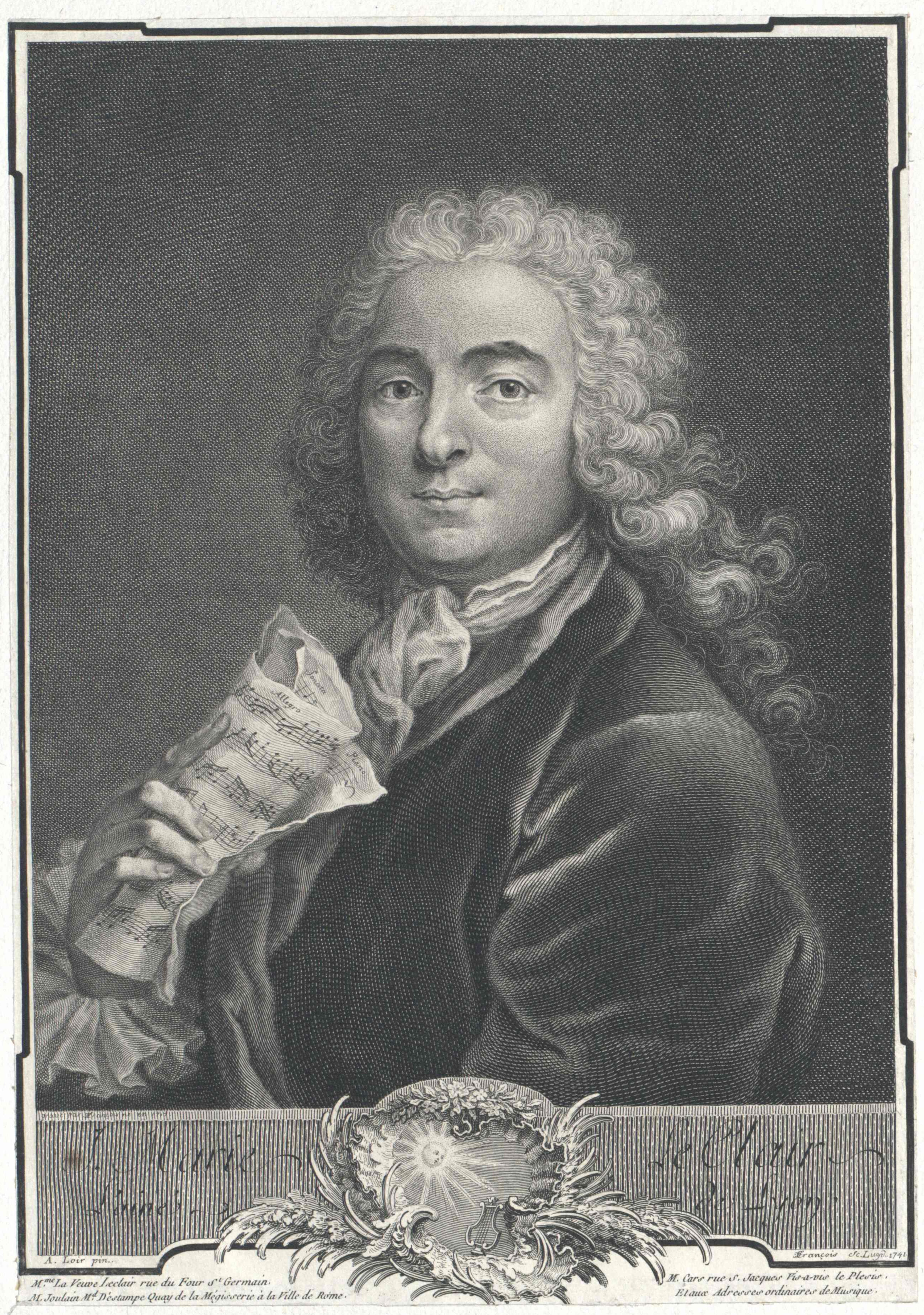
Jean-Marie Leclair (1697–1764)

- LeClair, John (* 1969), US-amerikanischer Eishockeyspieler
- Leclair, Laura (* 1997), kanadische Skilangläuferin
- Leclair, Marie-Éloïse (* 2002), kanadische Sprinterin
- Leclaire, Armand (1888–1931), kanadischer Schauspieler und Theaterautor
- Leclaire, Hubert (1906–1996), deutscher Leiter der Politischen Abteilung im KZ Buchenwald und KZ Sachsenhausen
- Leclaire, Pascal (* 1982), kanadischer Eishockeytorwart
- Leclaire, Serge (1924–1994), französischer Psychoanalytiker
- Leclanché, Georges (1839–1882), französischer Physikochemiker
- Leclant, Jean (1920–2011), französischer Ägyptologe
- Leclef, Marcel (* 1909), belgischer Bobfahrer
- Leclerc de Hauteclocque, Jacques-Philippe (1902–1947), französischer Generalmajor
- Leclerc de La Bruère, Charles-Antoine (1714–1754), französischer Dramen-Autor und Historiker
- Leclerc, Arthur (* 2000), monegassischer Automobilrennfahrer
- Leclerc, Carole (* 1980), französische Bogenbiathletin
- Leclerc, Chantal (* 1953), französische Leichtathletin
- Leclerc, Charles (* 1997), monegassischer AutomobilrennfahrerCharles Leclerc (* 1997)

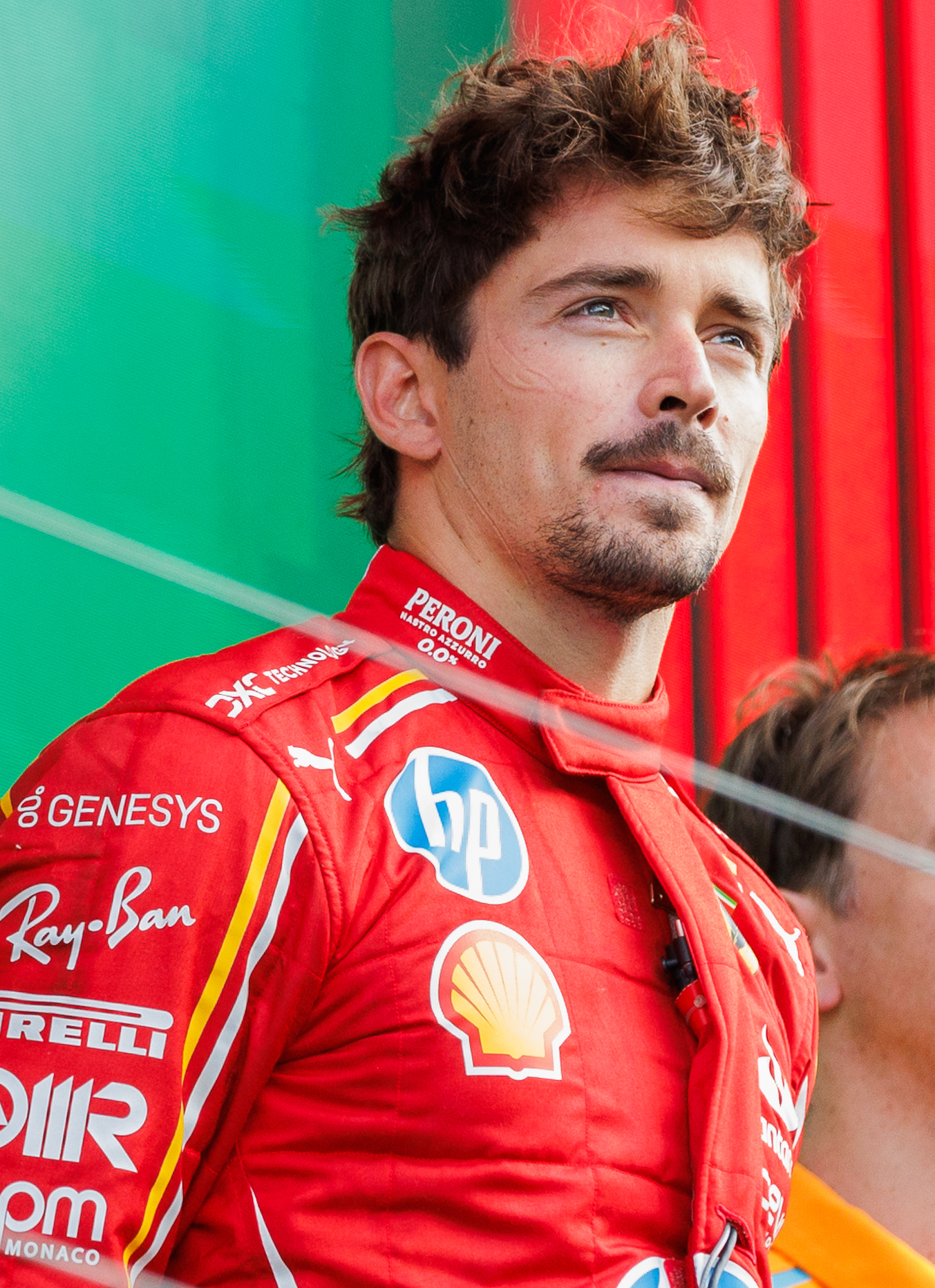
Charles Leclerc (* 1997)

- Leclerc, Charles Victoire Emmanuel (1772–1802), französischer General
- Leclerc, Félix (1914–1988), kanadischer Autor, Komponist, Musiker und Schauspieler
- Leclerc, Francis (* 1971), kanadischer Filmregisseur, Drehbuchautor und Filmeditor
- Leclerc, Fud (1924–2010), belgischer Sänger
- Leclerc, Ginette (1912–1992), französische Schauspielerin
- Leclerc, Henri (1870–1955), französischer Arzt und Autor
- Leclerc, Henri (1934–2024), französischer Strafverteidiger
- Leclerc, Jacques (* 1943), kanadischer Linguist
- Leclerc, Jakob Friedrich (1717–1794), britisch-deutscher Maler
- Leclerc, Jean (1657–1736), Genfer Theologe und Philologe
- Leclerc, Jean-Baptiste (1920–2001), französischer Ringer
- Leclerc, Joseph-Victor (1787–1865), französischer Linguist und Hochschullehrer
- Leclerc, Katie (* 1986), US-amerikanische SchauspielerinKatie Leclerc (* 1986)

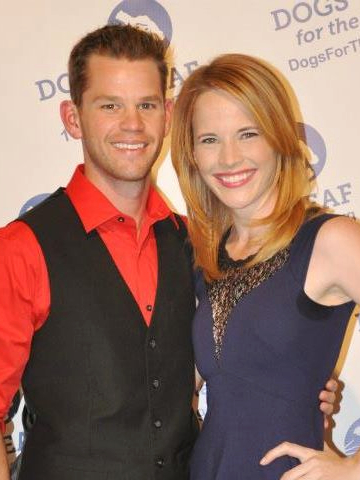
Katie Leclerc (* 1986)

- Leclerc, Lucien (1816–1893), französischer Arzt und Orientalist
- Leclerc, Marc (1933–2005), kanadischer Geistlicher, Weihbischof in Québec
- Leclerc, Marc-André (1992–2018), kanadischer Free-Solo-Kletterer
- Leclerc, Marie-Louise (1911–2001), Schweizer Architektin
- Leclerc, Michelle (1939–2006), französische Organistin
- Leclerc, Mike (* 1976), kanadischer Eishockeyspieler
- Leclerc, Philippe (1755–1826), bayrischer Hofmaler
- Leclerc, Pierre († 1546), französischer evangelischer Märtyrer
- Leclerc, René († 1651), französischer Bischof
- Leclerc, Théophile (* 1771), französischer Revolutionär, einer der Enragés
- Leclercq, Anaëlle (* 2003), französische Tennisspielerin
- Leclercq, Daniel (1949–2019), französischer Fußballspieler
- Leclercq, Frédéric (* 1978), französischer Musiker und Musikproduzent
- Leclercq, Henri (1869–1945), katholischer Theologe und Kirchenhistoriker
- Leclercq, Jacques (1891–1971), belgischer Philosoph und Theologe
- Leclercq, Jean (1911–1993), französischer Benediktiner, Historiker und Mediävist
- Leclercq, Jean-Claude (* 1962), französischer Radrennfahrer, Nationaltrainer und RadsportkommentatorJean-Claude Leclercq (* 1962)

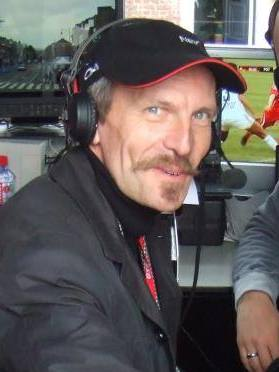
Jean-Claude Leclercq (* 1962)

- Leclercq, Jean-Marc (* 1961), französischer Musiker und Esperantist
- Leclercq, Julien (1865–1901), französischer Dichter und Kunstkritiker
- Leclercq, Julien (* 2003), belgischer Snookerspieler
- Leclercq, Michel Théodore (1777–1851), französischer Schriftsteller
- Leclercq, Patrick (* 1938), französischer Diplomat, Regierungschef von Monaco
- Leclercq, Patrick (1950–2011), deutscher Journalist
- Leclère, Achille (1785–1853), französischer Architekt
- Leclère, Michel (* 1946), französischer Automobilrennfahrer
- Leclerq, Jean (* 1880), französischer Schwimmer und Wasserballspieler
- Leclézio, Lambert (* 1997), französischer Voltigierer
- Leclézio, Suzanne (1898–1987), französische Krankenpflegerin und Widerstandskämpferin gegen den Nationalsozialismus

### Lecm
- Lecman, Darío (* 1971), argentinischer Gewichtheber

### Leco
- Lecocq, Albert (1905–1969), französischer FKK-Aktiver
- Lecocq, Baz (* 1970), niederländisch-französischer Historiker und Afrikanist
- Lecocq, Charles (1832–1918), französischer Operettenkomponist
- Lecocq, Jean, franko-flämischer Komponist der Renaissance
- Lecocq, Jean-Pierre (1947–1992), belgischer Molekularbiologe und Unternehmer
- Lecœur, Paul-Augustin (1848–1942), französischer Geistlicher, Bischof von Saint-Flour
- Lecoin, Louis (1888–1971), französischer Anarchist und Friedensaktivist
- Lecointe, Georges (1869–1929), belgischer Artillerieoffizier, Navigator, Astronom, Hydrograph und Antarktisforscher
- Lecointre, Camille (* 1985), französische Seglerin
- Lecointre, François (* 1962), französischer General, Chef des französischen GeneralstabsFrançois Lecointre (* 1962)

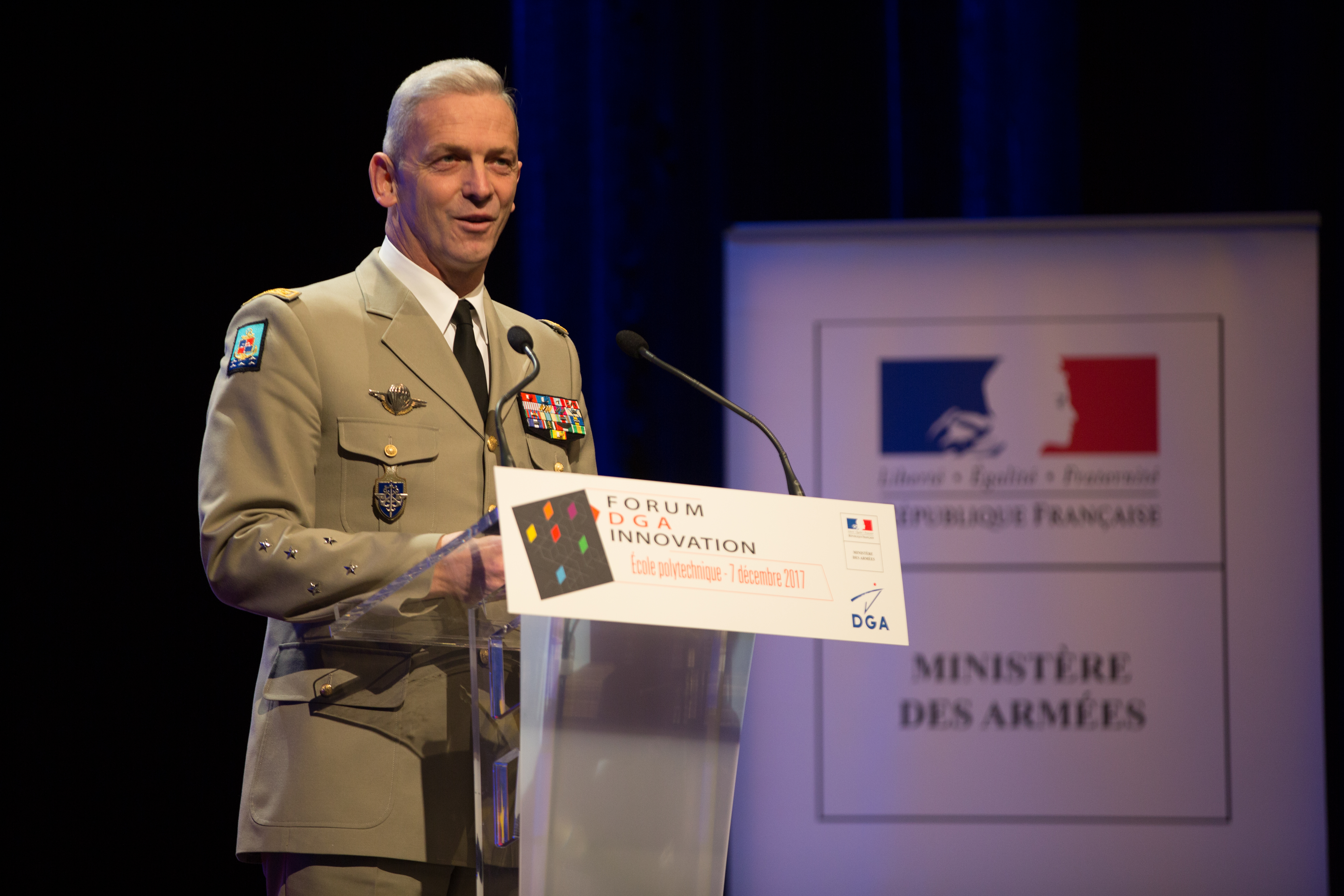
François Lecointre (* 1962)

- Lecomber, Brian (1945–2015), britischer Kunstflieger und Schriftsteller
- Lecompère, Céline (* 1983), französische Shorttrackerin
- LeCompte, Elizabeth (* 1944), amerikanische Regisseurin
- LeCompte, Irville Charles (1872–1957), US-amerikanischer Romanist
- Lecompte, Joseph (1797–1851), US-amerikanischer Politiker
- Lecompte, Louis (1914–1970), kanadischer Eishockeyspieler und -schiedsrichter
- Lecompte, Mademoiselle († 1716), französische Schauspielerin
- LeCompte, Philip Medford (1907–1998), amerikanischer Pathologe
- Lecomte du Nouÿ, Jean (1842–1923), französischer Historienmaler und Bildhauer
- Lecomte du Noüy, Pierre (1883–1947), französischer Biophysiker und Philosoph
- Lecomte, Benjamin (* 1991), französischer Fußballspieler
- Lecomte, Cécile (* 1981), französische Umweltschutzaktivistin
- Lecomte, Claude (1931–2017), französischer Kameramann
- Lecomte, Georges (1867–1958), französischer Schriftsteller und Mitglied der Académie française
- Lecomte, Gérard (1940–2012), französischer Maler, Grafiker und Bildhauer
- Lecomte, Henri (1856–1934), französischer Botaniker
- Lecomte, Loana (* 1999), französische Radrennfahrerin
- Lecomte, Marcel (1900–1966), belgischer Dichter, Schriftsteller und Kunstkritiker französischer Sprache
- Lecomte, Paul (1842–1920), französischer Maler
- Lecomte, William (* 1963), französischer Jazzmusiker (Piano, Komposition)
- LeConey, Al (1901–1959), US-amerikanischer Sprinter und Olympiasieger
- LeConte Campbell, Ashley (* 1962), US-amerikanische Schauspielerin
- Leconte de Lisle, Charles (1818–1894), französischer Schriftsteller
- Leconte, Antonius (* 1517), französischer Jurist, katholischer Professor für Kirchenrecht und Autor
- Leconte, Cincinnatus (1854–1912), haitianischer Politiker und Präsident von Haiti
- Leconte, Henri (* 1963), französischer TennisspielerHenri Leconte (* 1963)

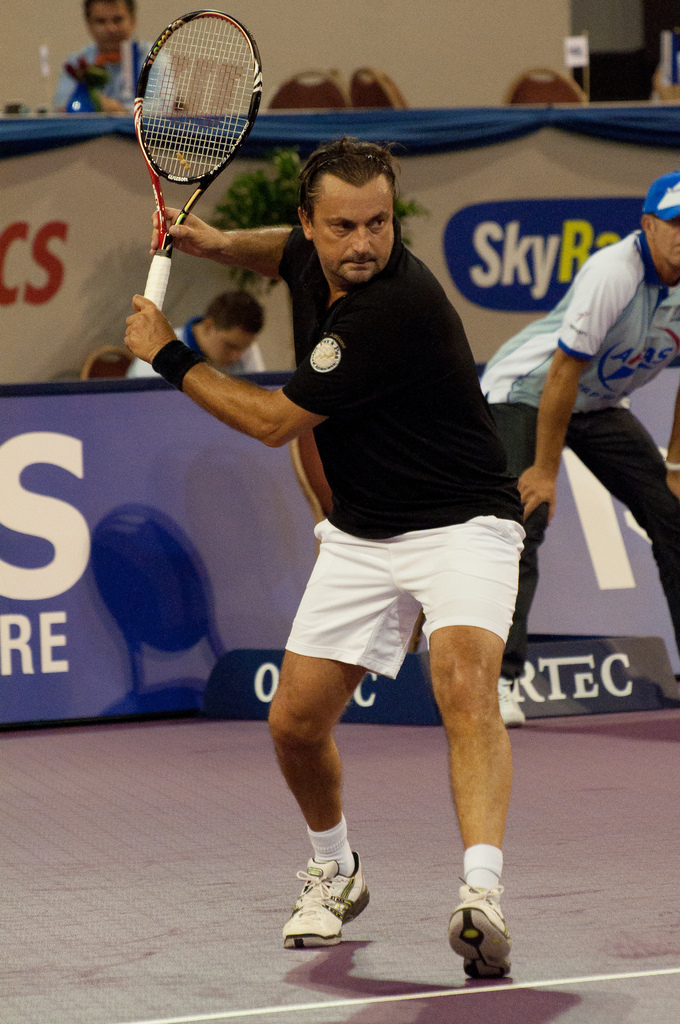
Henri Leconte (* 1963)

- Leconte, Jack (* 1959), französischer Autorennfahrer und Rennstallbesitzer
- LeConte, Joseph (1823–1901), US-amerikanischer Geologe
- Leconte, Mallory (* 2000), französische Sprinterin
- Leconte, Patrice (* 1947), französischer Regisseur und Drehbuchautor
- Lecoq de Boisbaudran, Horace (1802–1897), französischer Maler und Kunstpädagoge
- Lecoq de Boisbaudran, Paul Émile (1838–1912), französischer Chemiker
- Lecoq, Jacques (1921–1999), französischer Theaterpädagoge, Schauspiellehrer und Pantomime
- Lecoq, Jean-Paul (* 1958), französischer Politiker
- Lecoq, Jules-François (1821–1892), Bischof von Luçon und von Nantes
- Lecoq, Maurice (1854–1925), französischer Sportschütze
- Lecoq, Titiou (* 1980), französische Frauenrechtsaktivistin und Journalistin
- Lecor, Tex (1933–2017), kanadischer Singer-Songwriter, Moderator und Maler
- Lecornu, Léon (1854–1940), französischer Ingenieur und Physiker
- Lecornu, Sébastien (* 1986), französischer Politiker und MinisterSébastien Lecornu (* 1986)

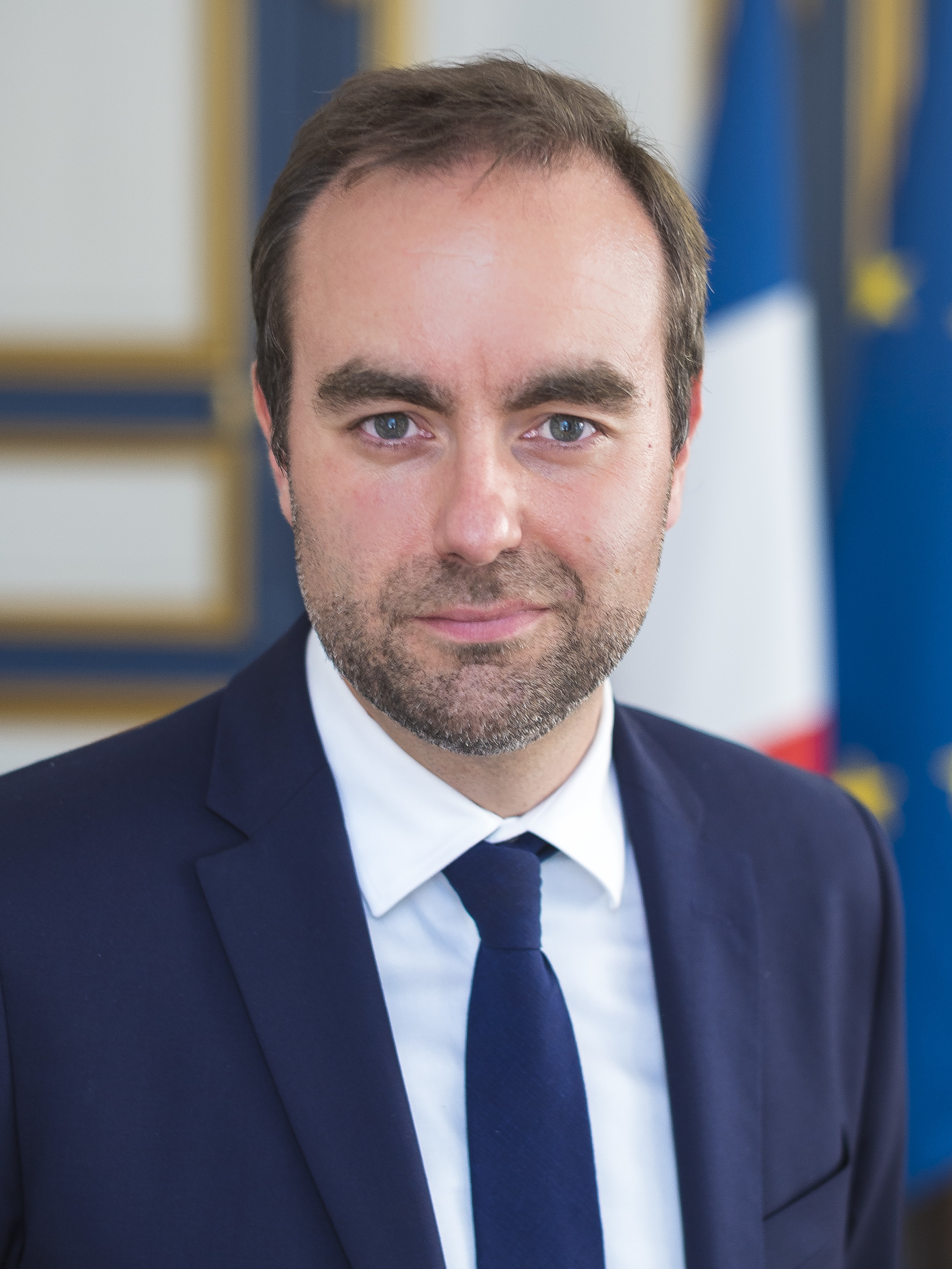
Sébastien Lecornu (* 1986)

- Lecot, Federico (* 1891), argentinischer Ruderer
- Lecot, François (1878–1959), französischer Autorennfahrer
- Lécot, Victor (1831–1908), französischer Kardinal, Erzbischof von Bordeaux
- L’Écotais, Yann de (1940–2008), französischer Journalist
- Lecouflé, Séverine (* 1975), französische Fußballspielerin
- LeCounte, Richard (* 1998), US-amerikanischer American-Football-Spieler
- Lecourbe, Claude-Jacques (1759–1815), Offizier in diversen europäischen Armeen
- Lecourieux, Jean-Claude (1956–2023), französischer Radrennfahrer
- Lecours, André (* 1972), kanadischer Politikwissenschaftler
- Lecourt, Dominique (1944–2022), französischer Philosoph
- Lecourt, Robert (1908–2004), französischer Richter und Politiker (MRP), Mitglied der Nationalversammlung
- Lecoutre, Jules (1878–1962), französischer Turner
- Lecouvreur, Adrienne (1692–1730), französische SchauspielerinAdrienne Lecouvreur (1692–1730)

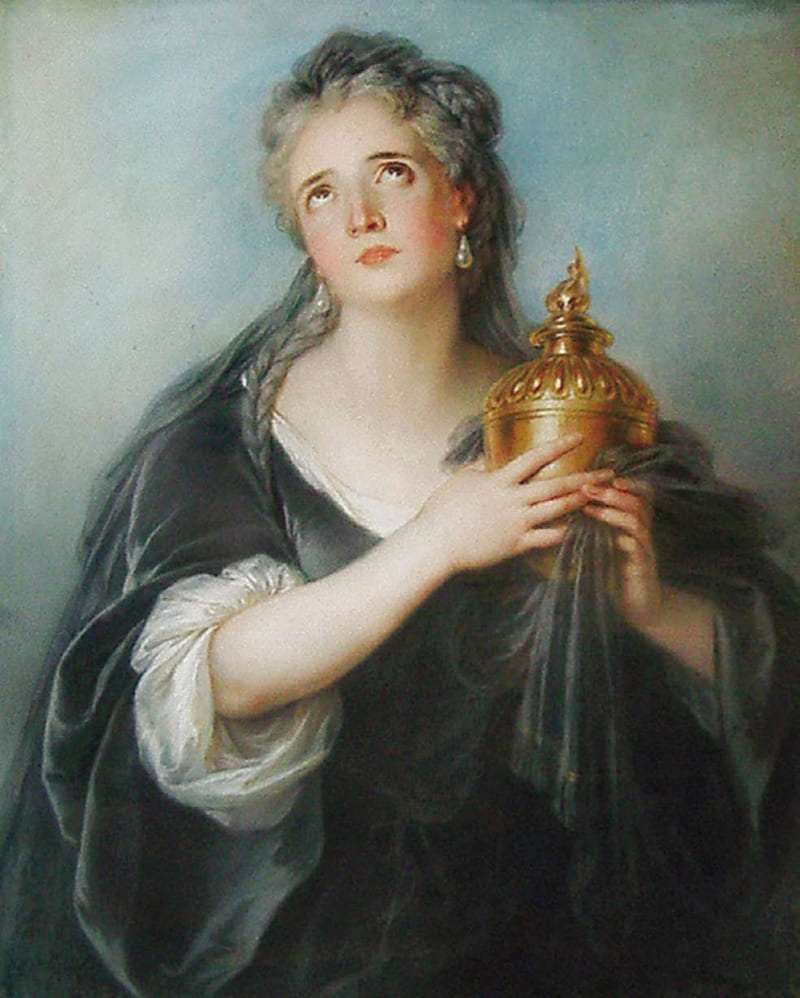
Adrienne Lecouvreur (1692–1730)

- Lecoy, Félix (1903–1997), französischer Romanist und Mediävist

### Lecq
- Lecq, Ties van der (* 2000), niederländischer Badmintonspieler

### Lecr
- Lecrae (* 1979), US-amerikanischer Rapper
- Lecrique, Serge (1961–1996), französischer Triathlet
- Lécrivain, Philippe (1941–2020), französischer Jesuit, Theologe, Historiker, Autor
- Lecrosnier, Eugène (1923–2013), französischer Geistlicher und römisch-katholischer Bischof von Belfort-Montbéliard

### Lecu
- Lecue, Simón (1912–1984), spanischer Fußballspieler
- Lecuisinier, Pierre-Henri (* 1993), französischer Straßenradrennfahrer
- Lecumberri Erburu, Miguel Angel (1924–2007), spanischer Geistlicher, Theologe und Bischof, Apostolischer Vikar von Tumaco in Kolumbien
- LeCun, Yann (* 1960), französischer InformatikerYann LeCun (* 1960)

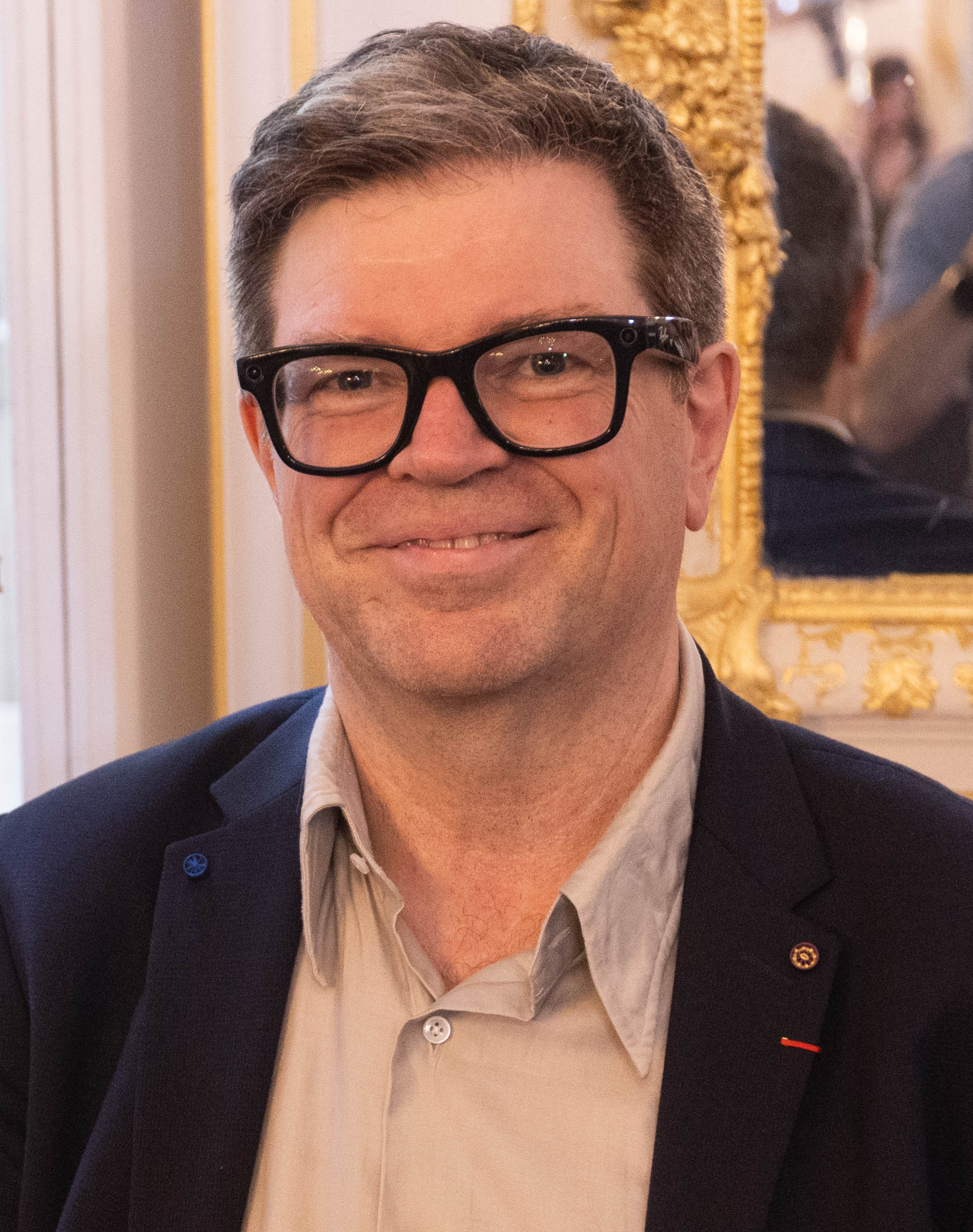
Yann LeCun (* 1960)

- Lecuna, Juan Vicente (1899–1954), venezolanischer Diplomat und Komponist
- Lecuona, Ernesto (1895–1963), kubanischer Komponist und Musiker
- Lecuona, Iker (* 2000), spanischer Motorradrennfahrer
- Lecuona, Margarita (1910–1981), kubanische Sängerin und Komponistin
- Lécureul, Gonzaque (1887–1984), französischer Autorennfahrer
- Lecușanu, Georgeta Narcisa (* 1976), rumänische Handballspielerin und -funktionärin
- Lécuyer, Jean († 1556), französischer Glasmaler der Renaissance
- Lécuyer, Jean (* 1876), französischer Hürdenläufer
- Lécuyer, Laurent (* 1965), Schweizer Autorennfahrer
- Lécuyer, Léon (1855–1915), französischer Sportschütze und Fechter
- Lecuyer, Romain, französischer Kontrabassist und Tangomusiker

### Lecz
- Łęczycki, Artur (* 2000), polnischer Sprinter